# Río Texíguat
Río Texíguat är ett vattendrag i Honduras.   Det ligger i departementet Atlántida, i den nordvästra delen av landet, 160 km norr om huvudstaden Tegucigalpa.